# Josep Gallés i Malats
Josep Gallés i Malats (Castellterçol, 1863-1920), va ser un pintor de retrats i temàtica religiosa.

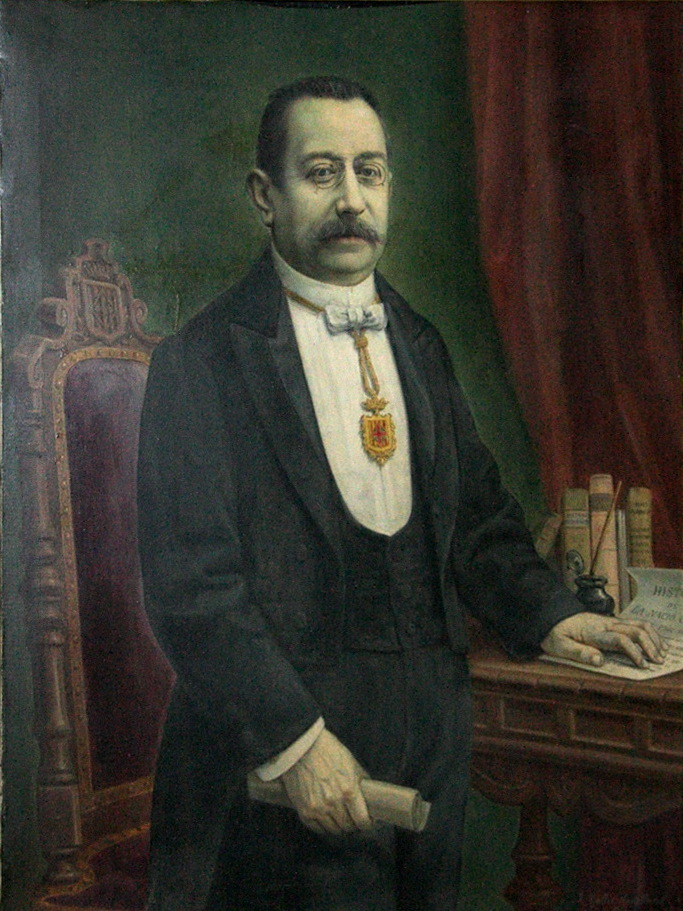
Retrat d'Enric Prat de la Riba com a President de la Diputació de Barcelona, obra de Josep Gallés i Malats

Era besnet segon del músic de Castellterçol Josep Gallés i Salabert.
Considerat un home polifacètic, va mirar de fer-se jesuïta, però no va ser acceptat a causa de patir atacs epilèptics, i va dedicar la seva vida a la pintura, la fotografia i la literatura, entre altres activitats. Va ser col·laborador del Diccionari de la Llengua Catalana que va editar l'IEC el 1913.
Durant la seva vida reuní una gran col·lecció d'objectes artístics i històrics que formaren el Museu Gallés el qual, malauradament, fou dispersat a la seva mort.
Entre la seva obra pictòrica figura un gran retrat del també castellterçolenc, Enric Prat de la Riba, primer president de la Mancomunitat de Catalunya.

## Obres
- Las Maravellas de Castelltersol descritas en vers. Vic: Tipografia Vicense, 1900[5]